# Cabroncillo
Cabroncillo fue una aldea española de la Comunidad de Teruel situada en el actual término municipal de Riodeva. Es un despoblado desde hace siglos.

## Toponimia
En la versión del «Fuero de Teruel» de 1565 transcrita por Gil de Luna en español e impresa en Valencia se escribe todavía Cabronciello en su forma aragonesa.

## Historia
El pueblo y castillo de Cabroncello aparecen en las fuentes históricas a veces en relación con la encomienda de Villel y a veces en relación con la Comunidad de Teruel. En 1294 el rey Jaime II de Aragón vedó toda caza mayor en los montes de Cabroncillo.
En el año 1306  hubo un litigio territorial entre el ayuntamiento de Teruel y los templarios y Cabroncillo fue ocupado por los templarios de la Encomienda de Villel.
En la primera mitad del siglo XIV era propiedad de los hospitalarios de la Castellanía de Amposta. Los textos hospitalarios se refieren la Cabroncillo como una propiedad suya en el contexto de una invasión castellana:

et per certo deductum exsistat quod alique gentes extrance, videlicet, de Regno Castelle et aliarum partium cum maxima familia equitum et peditum se parant celeriter, ut si quod absit, potuerint dapnificent terras Illustrissimi domini Regis Aragonum et posse suum facer e intendunt per intrando et invadendo Regnum Aragonum et per dandis et inferendis gravaminibus, dampnis et injuriis aliquibus locis Regni Aragonum et signanter Castro, loco et terminis del Cabronciello et aliis locis Ordinis Hospital, Castellanie Emposte et Comendatori et fratribus donatis et vasallis Ordinis Hospitali ipsius castri et loci del Cabronciello existentibus quiquidem locus et castrum et termini del Cabronciello et homines ipsius loci sunt dicti domini Castellani et ordinis Hospital predicti et Castellanie Emposte et ipsum castrum et locum del Cabronciello expugnare, invadere, capere et destruere minantur et intendunt indebite et injuste ac sine aliqua justa causa.

El 24 de junio de 1358, el contexto de la Guerra de los Dos Pedros, el comandador de Villel Fortún Gonçálvez de Heredia ordenó reparar las fortificaciones de los castillos de Libros y Cabroncillo.
Cabroncillo figura oficialmente como aldea de la Comunidad de Teruel por lo menos desde el 12 de abril de 1429, cuando el rey Alfonso V agrega al patrimonio real todas las aldeas de esta comunidad.
Cabroncillo se despobló a finales de la Edad Media, por eso no figura en el fogaje de 1495. Sus habitantes se habían trasladado a Riodeva algún tiempo antes.
En un texto de 1821 escrito en español nombran La Partida del Cabroncillo como parte del término de Riodeva, en la Encomienda de Villel:

Fincas que se remataban en la ciudad de Teruel, pertenecientes á la encomienda de Villel, sitas en término de Rio-Deva......Una masía en la partida del Cabroncillo, de 75 fanegas, 2 cuartales y 2 cuartillas...

## Lugares de interés
- Castillo de Cabronciello: no queda que entierras.